# Rosemary Clooney
Pour les articles homonymes, voir Clooney.
Rosemary Clooney est une chanteuse de jazz et une actrice américaine née le 23 mai 1928 à Maysville, Kentucky (États-Unis) et morte le 29 juin 2002 à Beverly Hills (Californie). Son style vocal fit d'elle une figure majeure du jazz vocal durant les années 1950, ce qui lui a permis d'enregistrer, en 1956, un disque avec Duke Ellington sur des arrangements de Billy Strayhorn, Blue Rose (en), devenu un classique du jazz. Elle joua dans quelques films musicaux entre 1951 et 1955.

## Biographie

### Jeunesse et formation
Rosemary Clooney est la fille d'Andrew Clooney, peintre en bâtiment, et de Frances Guilfoyle Clooney, vendeuse d'une chaîne de magasins de vêtements, elle a une sœur, Betty, et un frère, Nick, le père de George Clooney. Elle grandit dans un milieu pauvre et doit subir un père alcoolique souvent absent.

### Carrière

#### Musicale
En 1945, alors qu'elles vivent chez leur tante à Cincinnati, elle et sa sœur Betty âgée de 13 ans forment un duo vocal les Clooney Sisters, parallèlement à leurs études secondaires, et commencent à chanter à la radio, elles gagnent 20$ par semaine et chantent au sein d'un orchestre de jazz local. Le saxophoniste et chef d'un big band Tony Pastor (bandleader) (en)  les remarque, leur fait passer une audition et les embauchent pour remplacer sa chanteuse Virginia Maxey,, elles restent dans l'orchestre jusqu'en 1949, année où laquelle Rosemary décide de mener une carrière solo.
En 1951, elle enregistre une chanson de Ross Bagdasarian, Come On-a My House (en) qui se vend à plus de 300 000 exemplaires en moins d'un mois, et reste en tête des ventes pendant huit semaines, cette chanson la fait connaître alors que paradoxalement elle la détestait.
En 1956 elle enregistre un album qui fera date dans la discographie du jazz, Blue Rose, accompagnée par Duke Ellington et son orchestre.
Le 23 février 1953 elle fait la couverture du magazine Time,.
Dans la fin des années 1960, une addiction aux tranquillisants suivie d'une dépression nerveuse interrompent sa carrière musicale, en 1968, grâce à l'acteur Shecky Greene elle accepte de se faire prendre en charge à l'hôpital Mont Sinaï de New York. 
Après quatre années de prise en charge, elle fait son retour sur la scène en 1972 et se consacre, par ses concerts et ses enregistrements, à rendre hommage aux compositeurs et paroliers du grand répertoire américain de la chanson et des standards du jazz,,,.

#### Cinématographique
En 1953, elle commence sa carrière cinématographique dans le film musical Les étoiles chantent de Norman Taurog, où elle tient le rôle principal. La même année elle joue également dans un autre film musical Il y aura toujours des femmes de Claude Binyon avec Bob Hope. 
Elle enchaîne trois autres films musicaux en 1954 : Jarretières rouges de George Marshall, Au fond de mon cœur de Stanley Donen où elle ne fait qu'une simple apparition et enfin Noël blanc de Michael Curtiz sur une musique d'Irving Berlin où elle joue et chante aux côtés de Bing Crosby et Danny Kaye. Avec la fin de l'engouement pour les films musicaux, sa carrière cinématographique est sans lendemain.

### Vie personnelle
En 1953, elle épouse José Ferrer, le couple donne naissance à cinq enfants : Miguel José (né le 7 février 1955 et mort le 19 janvier 2017), Maria (née le 9 août 1956), Gabriel (né le 1er août 1957), Monsita (née le 13 octobre 1958) et Rafael (né le 23 mars 1960). Ils divorcent en 1961, se remarient en 1964, et divorcent une seconde fois en 1967.
En 1996, elle épouse l'acteur et danseur Dante Di Paolo.
Rosemary Clooney est la tante de George Clooney.
Atteinte d'un cancer du poumon, Rosemary Clooney subit une dernière opération chirurgicale à la Mayo Clinic de Rochester, dans le Minnesota, qui a lieu en janvier 2002 ; six mois après elle décède chez elle dans sa maison de Beverly Hills,.
Rosemary Clooney repose au cimetière Saint-Patrick de Maysville aux côtés de sa mère.

## Discographie (sélection)
- 1951 : Come On-a My House (single), label : Columbia-EMI,
- 1952 : Hollywood's Best, avec Harry James et son orchestre, label : Columbia,
- 1954 : Irving Berlin's "White Christmas", label : Columbia,
- 1956 : Date With the King, avec Benny Goodman et son orchestre, label : Columbia,
- 1956 : Blue Rose (en), avec Duke Ellington et son orchestre, label : Columbia,
- 1957 : Ring Around Rosie, avec le quartet vocal The Hi-Lo's (en), label : Columbia,
- 1960 : A Touch of Tabasco, avec Perez Prado et son orchestre, label : RCA Records,
- 1961 : Rosie Solves the Swingin' Riddle !, avec Nelson Riddle et son orchestre, label : RCA Records,
- 1963 : Love, avec Nelson Riddle et son orchestre, label : RCA Records,
- 1963 : Rosemary Clooney Sings Country Hits From the Heart, avec Marty Paich et son orchestre, label : RCA Records,
- 1965 : That Travelin' Two-Beat, en duo avec Bing Crosby et Billy May et son orchestre, label : Capitol records,
- 1977 : Everything's Coming Up Rosie, label : Concord Jazz,
- 1979 : Sings the Lyrics of Ira Gershwin, label : Concord Jazz,
- 1983 : My Buddy, avec Woody Herman et son orchestre, label : Concord Jazz,
- 1983 : Sings the Music of Harold Arlen, label : Concord Jazz,
- 1984 : Rosemary Clooney Sings the Music of Irving Berlin, label : Concord Jazz,
- 1987 : Rosemary Clooney Sings the Lyrics of Johnny Mercer, label : Concord Jazz,
- 1990 : Sings Rodgers, Hart & Hammerstein, label : Concord Jazz,
- 1992 : Girl Singer, label : Concord Jazz,
- 1993 : Still on the Road, label : Concord Jazz,
- 1996 : White Christmas, label : Concord Jazz (numéro 1 au Billboard pendant huit semaines[21]),
- 1997 : Mothers & Daughters, label : Concord Jazz (numéro 1 au Billboard pendant quinze semaines[22]),
- 2000 : Brazil, accompagnée par John Pizzarelli, label : Concord Jazz,
- 2001 : Sentimental Journey, accompagnée par Big Kahuna & Copa Cat Pack, label : Concord Jazz,

## Filmographie

### Télévision (show et séries)

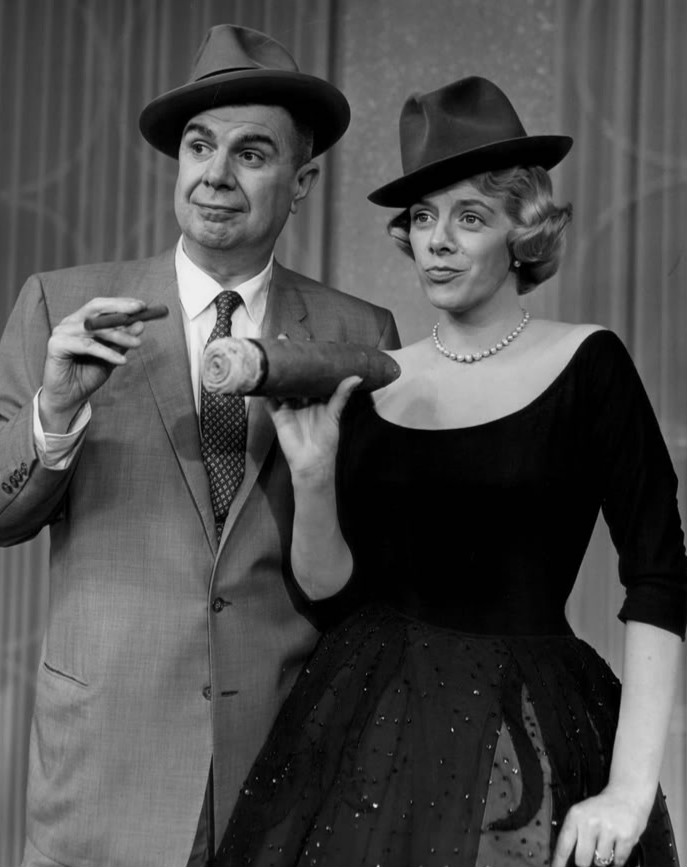
Ken Murray et Rosemary Clooney dans The Lux Show (1957).

- 1950 : The Robert Q. Lewis Show(série télévisée) : animatrice régulière
- 1968 : The Joker's Wild : (non créditée)
- 1982 : Rosie: The Rosemary Clooney Story : elle-même
- 1987 : Sister Margaret and the Saturday Night Ladies : Sarah
- 1994 : Urgences  : Mme Mary Cavanaugh (épisodes 1-03 et 1-12)
- 1999 : LateLine : Une maman

### Cinéma
- 1953 : Les étoiles chantent : Terry Brennan
- 1953 : Il y aura toujours des femmes : Daisy Crockett
- 1954 : Jarretières rouges : Calaveras Kate
- 1954 : Noël blanc : Betty Haynes
- 1954 : Au fond de mon cœur de Stanley Donen : apparition pour chanter The Midnight Girl
- 1955 : La Conquête de l'espace : (non créditée)
- 1994 : Radioland Murders : caméo

## Prix et distinctions
- 1960 : cérémonie d'inscription de son étoile sur le Walk of Fame d'Hollywood au 6325, Hollywood Boulevard[23],[17].
- 2002 : lauréate du Grammy du couronnement d'une carrière  décerné lors de la 45e cérémonie annuelle des Grammy Awards[24].

## Hommage
En 2003, le chanteur, pianiste et producteur Barry Manilow s'associe à la chanteuse Bette Midler pour enregistrer l'album Bette Midler Sings the Rosemary Clooney Songbook en hommage à la chanteuse de jazz décédée l'année précédente.